# 경덕중학교 (대전)
경덕중학교(京德中學校)는 대한민국 대전광역시 대덕구 오정동에 있는 사립 중학교이다.

## 학교 연혁
- 1964년 11월 21일 : 학교법인 삼광학원 설립인가
- 1965년 2월 2일 : 삼광중학교 설립인가 취득 (6학급)
- 1967년 10월 23일 : 이사장 권성원 취임
- 1975년 11월 25일 : 21학급 인가
- 1992년 5월 8일 : 학교법인 경덕학원 학원명 변경
- 1993년 3월 1일 : 경덕중학교로 교명 변경
- 2009년 5월 22일 : 이사장 김석진 취임
- 2017년 9월 1일 : 대전경덕중학교로 교명 변경
- 2022년 9월 1일 : 제16대 교장 정옥현 취임
- 2023년 3월 1일 : 남녀공학 전환
- 2024년 2월 1일 : 제57회 졸업식
- 2024년 3월 4일 : 입학식

## 참고 자료
- 경덕중학교 - 한국교육학술정보원 학교알리미